# Ryn (plaats)
Ryn (Duits: Rhein) is een stad in het Poolse woiwodschap Ermland-Mazurië, gelegen in de powiat Giżycki. De oppervlakte bedraagt 4,09 km², het inwonertal 3062 (2005).